# هایله مریم دسالین
هایله مریم دسالین (امهری: ኃይለማሪያም ደሳለኝ؛ زادهٔ ۱۹ ژوئیهٔ ۱۹۶۵) یک سیاست‌مدار اهل اتیوپی است که از سال ۲۰۱۲ تا ۲۰۱۸ عهده‌دار پست نخست وزیری این کشور بود.

## تحصیلات
در سال ۱۹۸۸، هایله مریم مدرک کارشناسی در رشته مهندسی عمران را از دانشگاه آدیس آبابا دریافت نموده‌است.

## فعالیت‌ها
- در سال‌های ۲۰۱۰ تا ۲۰۱۲ به عنوان معاون نخست وزیر اتیوپی و وزیر امور خارجه این کشور بود.
- پس از مرگ ملس زناوی در ماه اوت ۲۰۱۲، به عنوان نخست وزیر اتیوپی انتخاب شد.
- او در ۱۵ سپتامبر ۲۰۱۲ به عنوان رئیس جبهه دموکراتیک انقلابی مردم اتیوپی (EPRDF)، حزب حاکم انتخاب شد.
- هایله رئیس اتحادیه آفریقا از سال ۲۰۱۳ تا ۲۰۱۴ بود.